# Route nationale 745
Die Route nationale 745, kurz N 745 oder RN 745, war eine französische Nationalstraße, die von 1933 bis 1973 zwischen Fontenay-le-Comte und Mazières-en-Gâtine verlief. Ihre Länge betrug 42 Kilometer.